# John Thach
John Smith Thach, detto Jimmy (Pine Bluff, 19 aprile 1905 – Coronado, 15 aprile 1981), è stato un aviatore statunitense.
Ufficiale pilota della forza aeronavale della Marina degli Stati Uniti, durante la seconda guerra mondiale, al comando, con il grado di Lieutenant Commander equivalente a capitano di corvetta, del gruppo da caccia della portaerei Yorktown (il VF3 - Fighting Squadron 3), guidò valorosamente i suoi piloti, equipaggiati con i caccia F4F Wildcat, durante le prime dure battaglie contro le forze aeree della Marina imperiale giapponese.

## Thach Weave
Abile tattico, il capitano Thach ideò, in collaborazione con il suo gregario, tenente di vascello Edward O'Hare (1914–1943) (a sua volta "asso" dei caccia e primo aviatore navale a ricevere la Medal of Honor), nuove manovre per contrastare i temibili caccia A6M Zero del nemico (la cosiddetta Thach Weave, una manovra combinata da parte di una coppia di aerei in continuo incrocio a serpentina), impiegandole per la prima volta con successo durante la battaglia delle Midway dove ottenne almeno quattro vittorie aeree, e dove i suoi piloti del Fighting Squadron 3 si dimostrarono in grado di contrastare le potenti forze aeree del nemico.

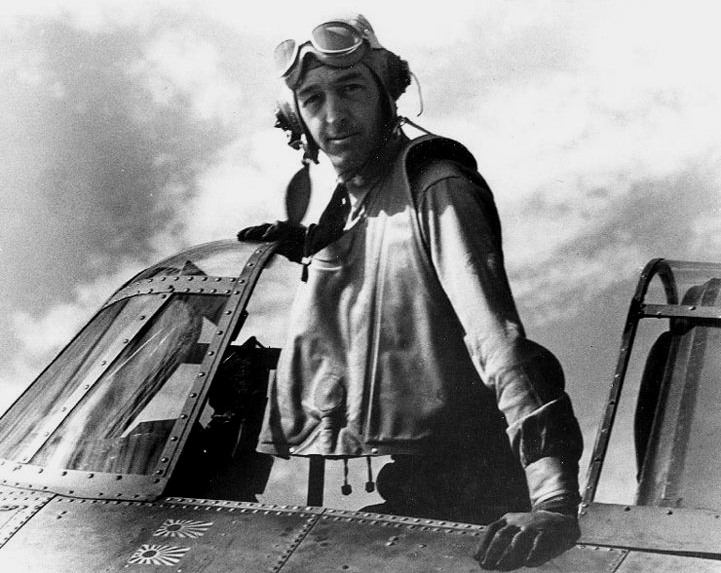
Il capitano Thach al posto di pilotaggio del suo F4F Wildcat poco prima della battaglia di Midway

Il VF3 rivendicò, durante la battaglia, 31 vittorie (11 caccia e 20 bombardieri) al costo di sei aerei persi in volo; anche se questi dati sono forse irrealistici (come quasi sempre nel caso delle rivendicazioni di vittorie aeree da parte dei piloti da caccia), sicuramente alla battaglia del Mar dei Coralli e a Midway gli aerei da caccia americani della Yorktown evidenziarono maggiore esperienza e addestramento di tutti gli altri reparti di volo delle portaerei della U.S. Navy.

## Dopo Midway
Dopo questa battaglia (in cui la portaerei Yorktown finì per essere affondata), Thach fu assegnato alle scuole di addestramento per i nuovi piloti, dove le sue grandi qualità di insegnante e di tattico furono utilmente sfruttate per migliorare la qualità dei nuovi aviatori americani.
Nel 1944-1945, Thach, ora promosso Commander - capitano di fregata, divenne l'ufficiale alle operazioni dell'ammiraglio John S. McCain, Sr. (1884–1945), il capace comandante delle Task Force delle portaerei veloci americane durante le ultime battaglie aeronavali nel Pacifico; in questa fase contribuì anche a organizzare il sistema difensivo contro gli attacchi kamikaze giapponesi chiamato Big blue blanket, costituito da uno schermo di cacciatorpediniere di picchetto a protezione dei gruppi di portaerei.
Durante la guerra fredda, John Thach ebbe ancora importanti incarichi operativi e terminò la sua carriera nel 1967 con il grado di più elevato di ammiraglio di squadra. L'ammiraglio Thach è morto in California il 15 aprile 1981, a pochi giorni dal suo settantaseiesimo compleanno.